# Championnats d'Europe de dressage 2007
Navigation
Édition précédente Édition suivante
Les championnats d'Europe de dressage 2007, vingt-troisième édition des championnats d'Europe de dressage, ont eu lieu en 2007 dans le parc naturel de La Mandria, en Italie. L'épreuve spéciale est remportée par la Néerlandaise Anky van Grunsven, l'épreuve libre par l'Allemande Isabell Werth et l'épreuve par équipe par l'Allemagne.